# 1372 Haremari
1372 Haremari (1935 QK) là một tiểu hành tinh vành đai chính được phát hiện ngày 31 tháng 8 năm 1935 bởi Karl Wilhelm Reinmuth ở Heidelberg.